# Бентковский, Никодим Фелициан Правдзиц
Никодим Фелициан Правдзиц Бентковский (пол. Nikodem Felicjan Bętkowski; 27 сентября 1812, Лисья-Гура близ Тарнува — 19 октября 1864, Величка) — австрийский польский медик и политик, доктор медицины и магистр акушерства, автор медицинских сочинений.
Родился в Галиции, учился в Венском университете, в 1846 году во время бунта крестьян сильно пострадал, долго просидел в заключении. По состоянию на 1861 год работал врачом в Величке, после чего был избран в ландтаг королевства Галиции и Лодомерии, откуда был делегирован от Галиции в Рейхсрат, где работал с 1861 по 1864 год.